# Ramon d'Abadal i Calderó
Ramon d'Abadal i Calderó (Vic, 1869 — Rupià, 1945) foi um famoso escritor e jurisconsulto da Catalunha, com obras notáveis, sobre a história e direito catalãos. Foi presidente da Liga regionalista e deputado.